# New York City, New York
New York (hrvatski izgovor: njû jȍrk) najnaseljeniji je grad u Sjedinjenim Američkim Državama i središte metropolitanskoga područja New York, jednog od najnaseljenijih metropolitanskih područja u svijetu. New York ima značajan utjecaj na svjetsku trgovinu, financije, medije, umjetnost, modu, istraživanja, tehnologiju, obrazovanje i zabavu. Kao grad u kojem se nalazi sjedište Ujedinjenih Naroda, New York je središte za međunarodne poslove i uglavnom se smatra kulturnim sjedištem svijeta. Često se koriste nazivi New York City ili The City of New York kako bi ga se razlikovalo od istoimene države New York koje je ovaj grad dio.
Smješten u jednoj od najvećih svjetskih luka, New York se sastoji od pet okruga od kojih svaki predstavlja jednu državnu županiju. Pet okruga – The Bronx, Brooklyn, Manhattan, Queens i Staten Island – ujedinjeni su u jedan grad 1898. godine. Prema popisu stanovništva SAD-a iz 2010. godine, 8 175 133 ljudi živi na prostoru od 790 km², što New York čini najgušće naseljenim glavnim gradom Sjedinjenih država. U New Yorku se govori više od 800 jezika što ga čini gradom s najvećom jezičnom raznolikošću u svijetu. Naseljenost metropolitanskoga područja New Yorka najvećaje u SAD-u, procijenjena na 18,9 milijuna stanovnika koji žive na području od 17 400 km².
New York je osnovan 1624. godine kao pogranično trgovačko sjedište za koloniste iz Nove Nizozemske, a 1626. godine nazvan je Novim Amsterdamom. Grad i njegova okolica došle su pod upravu Engleza 1664. godine te je grad promijenio ime u New York nakon što je Karlo II dao zemlju svome bratu, Jakovu. New York bio je glavni grad SAD-a od 1785. do 1790. godine. To je najveći grad SAD-a od 1790. godine. Kip slobode pozdravljao je milijune doseljenika koji su brodovima dolazili u Ameriku u kasnome 19. i ranom 20. stoljeću te se općenito smatra simbolom SAD-a.
Grad godišnje posjeti oko 50 milijuna turista pa su njegovi predjeli i znamenitosti postali izuzetno popularni. Times Square, koji se naziva i „svjetskim raskrižjem”, osvjetljeno je središte kazališta na Broadwayu, jedno od najprometnijih raskrižja za pješake na svijetu i središte svjetske industrije zabave. U gradu se nalaze mnogi poznati mostovi, neboderi i parkovi. Financijsko središte New Yorka, usidredno na Wall Streetu u donjem dijelu Manhattana, djeluje kao de facto financijsko središte cijeloga svijeta i dom je Newyorške burze, najveće svjetske burze. Nekretnine na Manhattanu među najskupljima su u cijelome svijetu. U kineskoj četvrti na Manhattanu živi najviše Kineza na cijeloj zapadnoj polutci. Za razliku od mnogih drugih brzih prijevoznih sredstava, podzemna željeznica New Yorka radi neprestano (0 – 24 h). Mnoga sveučilišta i fakulteti nalaze se u New Yorku, uključujući Sveučilište Columbia, Državno sveučilište u New Yorku i Sveučilište Rockfeller koji se smatraju jednima od 50 najboljih sveučilišta na svijetu.

## Zemljopis

### Zemljopisni položaj
New York leži na istočnoj obali SAD-a u saveznoj državi New York, na ušću rijeke Hudson i na East Riveru, prosječno šest metara iznad razine mora. Na suprotnoj, zapadnoj obali Hudsona, nalazi se Jersey City u susjednoj državi New Jersey.
Zemljopisne su koordinate 40,46 stupnjeva sjeverne širine i 73,54 stupnjeva zapadne dužine.

### Podjela
Gradsko je područje podijeljeno na pet četvrti (boroughs) Bronx, Brooklyn, Manhattan, Queens i Staten Island, koje su istovremeno okruzi države New York. Prema podacima od 1. srpnja 2003. u njima je živjelo: 
- Manhattan (New York County): 1 585 873 stanovnika
- Bronx (Bronx County): 1 385 108 stanovnika
- Brooklyn (Kings County): 2 504 700 stanovnika
- Queens (Queens County): 2 230 722 stanovnika
- Staten Island (Richmond County): 468 730 stanovnika

### Klima
Grad se nalazi u zoni umjerene klime. Prosječna je godišnja temperatura 12,5 °C, a godišnja količina oborina prosječno iznosi 1071 mm.
Najtopliji je mjesec srpanj s prosječno 24,7 °C, a najhladniji siječanj s –0,4 °C. 
Najviše oborina padne u srpnju, prosječno 104 mm, a najmanje u siječnju, 81 mm.

## Povijest

### 17. stoljeće
Na južnom kraju otoka Manhattan osnovala je 1615. Nizozemska istočnoindijska kompanija svoju kolonijalnu postaju. Trgovina krznima s Indijancima pokazala se iznimno unosnom pa je 1621. utemeljena Nizozemska zapadnoindijska kompanija. Godine 1625. ovdje se naselilo tridesetak valonskih obitelji, a naselje je dobilo ime Novi Amsterdam i postalo glavni grad kolonije Nove Nizozemske. U novoutemeljenom naselju vladao je gotovo potpuni kaos. Pod upravom korumpiranih guvernera uvelike je porastao kriminal.
Godine 1647. Nizozemska zapadnoindijska kompanija odlučila je u koloniji uspostaviti red i povjerila taj zadatak Peteru Minuitu. Tijekom njegova sedamnaestogodišnjeg mandata na mjestu guvernera izgrađena je prva bolnica, zatvor i škola. Za zaštitu kolonije izgrađen je na njenom južnom rubu obrambeni zid koji je kasnije porušen, ali je ostavio trag u imenu ulice koja danas prolazi tim mjestom – Wall Street. Godine 1664. grad je osvojila Engleska i u čast kraljevog brata, vojvode od Yorka, preimenovala ga u New York. 1673., tijekom trećeg englesko-nizozemskog rata, nizozemski kapetan Anthonio Colve zauzeo je grad i preimenovao ga u New Orange, u čast Vilima III. Oranskog, ali su na kraju rata Nizozemci bili prisiljeni vratiti kontrolu nad gradom Englezima. 

### 18. stoljeće
Godine 1776. tijekom Američkog rata za neovisnost, u gradu se kratko vrijeme nalazio stožer Georgea Washingtona. Nešto kasnije zauzeli su ga Britanci, pod čijom je vlašću bio sve do 1783. i britanskog priznanja američke neovisnosti. Od 1788. do 1790. New York je bio glavni grad SAD-a, a George Washington je ovdje 1789. prisegnuo kao prvi predsjednik. U gospodarski teškom poslijeratnom razdoblju utemeljena je 1792. Newyorška burza.

### 19. stoljeće
Početkom 19. stoljeća grad sve brže raste, tako da 1811. gradski urbanisti odlučuju cijeli otok Manhattan, koji je tada bio izgrađen samo na svom južnom kraju, prekriti pravokutnom mrežom ulica. Jedina je iznimka bio i ostao čuveni Broadway.
Prekretnica u povijesti grada bila je izgradnja kanala Erie godine 1825. Njime je New York povezan sa sjevernoameričkim Velikim jezerima, a time i sa Srednjim zapadom i preko noći pretvorio se u najveću luku američke istočne obale. Sredinom 19. stoljeća započelo se s planiranjem velikog gradskog parka, nazvanog Central Park. Radovi su započeli 1858. i uglavnom završeni do 1866.
U drugoj polovici 19. stoljeća stalno raste i broj useljenika, Iraca, Talijana, Nijemaca, Hrvata i drugih koji dolaze u nadi za boljim životom. Međutim, većina ih puno godina ostaje u sirotinjskim četvrtima poput Five Pointsa ili Boweryja. Razmirice među doseljenicima povremeno prerastaju u nasilne sukobe, primjerice u pobuni oko novačenja, najgorim nemirima u povijesti grada.
Snažan rast uvjetovao je i promjene u upravljanju gradom: godine 1898. pet se četvrti (five boroughs) – Manhattan, Brooklyn, Richmond (Staten Island), Queens i Bronx – dogovorno ujedinjuju u Veliki New York. Bronx je djelomice pripadao gradskom području New Yorka već od 1874., a Brooklyn je do ujedinjenja bio jedan od najvećih gradova u SAD-u. Ovih pet četvrti imaju i danas određeni stupanj samouprave, a njihovi stanovnici osjećaju pripadnost svom dijelu grada, često povezanu s etničkim podrijetlom.

### 20. stoljeće
U prvoj polovici 20. stoljeća grad je postao svjetsko industrijsko i trgovačko središte. Veliki burzovni bum tijekom „ludih dvadesetih” naglo je završio krahom burze na „crni utorak”, 24. listopada 1929. Gospodarska kriza tridesetih godina teško je pogodila New York, a nesposobna i korumpirana gradska uprava pod vodstvom gradonačelnika Jimmyja Walkera nije se, unatoč velikom zaduživanju, mogla nositi s problemima. Stopa nezaposlenosti prešla je 25 posto, a ljudi su gubili ne samo radna mjesta nego i stanove pa su širom grada iznikla naselja straćara. Prekretnica je bio izbor gradonačelnika Fiorella LaGuardije koji je pokrenuo programe pomoći i javnih radova. U ovom su razdoblju izgrađeni i neki od poznatih newyorških nebodera, npr. Empire State Building i Chrysler Building.
Poslije Drugog svjetskog rata i kratkog razdoblja optimizma stvari su ubrzo opet krenule nizbrdo. Pripadnici srednje klase iseljavali su se u predgrađa, a i industrija je napuštala grad. Tijekom 1960-ih New York su, kao i mnoge druge američke gradove, potresali rasni nemiri. U sedamdesetima je došlo do eksplozije kriminala, a 1975. je zbog loše fiskalne politike grad morao proglasiti stečaj (Bankrot New Yorka). Gradonačelnik Edward I. Koch uspio je za vrijeme svog mandata (1978. – 1989) sanirati gradske financije. Wall Street je tijekom gospodarskog uzleta u osamdesetima povratio vodeću ulogu u financijskom svijetu. Novi newyorški gradonačelnik Rudolph Giuliani je 1990-ih politikom nulte tolerancije i jačanja policijskih snaga uspio drastično smanjiti stopu kriminala i vratiti gradu auru poželjnog mjesta za život.

### 21. stoljeće
U kasno ljeto 2001. New York je doživio svoj najcrnji dan. Najviši gradski neboderi, blizanci World Trade Centera, srušeni su u terorističkim napadima 11. rujna 2001. Na mjestu srušenih nebodera predviđena je izgradnja "Tornja slobode" (Freedom Tower) koji će ujediniti poslovne funkcije sa spomenikom za oko 2800 poginulih.
Veliki nestanak struje na sjeveroistoku SAD-a 14. kolovoza 2003. pogodio je i New York. U gradu je održana konvencija Republikanske stranke prije predsjedničkih izbora 2004.

### Razvoj broja stanovnika
Na području obuhvaćenom administrativnim granicama grada New Yorka živi oko 8,1 milijuna ljudi, a cijela gradska aglomeracija ima 22,3 milijuna ljudi. Broj se stanovnika od početka 20. stoljeća udvostručio. Od 1825. grad je, zbog svog položaja na Atlantiku i plovnom putu rijeke Hudson, bio ulazno mjesto za imigrante iz cijelog svijeta. Daljnjim razvojem postao je najveći industrijski centar i financijska metropola.
Raspored stanovništva uvjetovan je socioekonomskom klasom. Pripadnici viših klasa žive uglavnom podalje od gradskog središta i u skupljim dijelovima Manhattana. Imovinski najslabiji stanovnici često unajmljuju stanove u derutnim zgradama koje njihovi vlasnici više ne obnavljaju (slumovima). Za New York je značajan i velik broj četvrti naseljenih gotovo isključivo ljudima određene etničke, rasne ili vjerske pripadnosti (China Town, Little Italy, Harlem i druge).
Sljedeći pregled pokazuje broj stanovnika New Yorka u granicama današnjeg gradskog područja. Podaci do 1775. su procjene, od 1790. do 2000. rezultati popisa stanovništva, a za 2005. izračun.
| Godina | Broj stanovnika |
| ------ | --------------- |
| 1630.  | 300             |
| 1640.  | 400             |
| 1650.  | 1.000           |
| 1660.  | 1.500           |
| 1680.  | 3.000           |
| 1690.  | 3.900           |
| 1700.  | 5.000           |
| 1710.  | 5.700           |
| 1720.  | 7.000           |
| 1730.  | 8.600           |
| 1740.  | 11.000          |
| 1760.  | 18.000          |
| 1775.  | 25.000          |
| 1790.  | 57.500          |
| 1800.  | 87.685          |
| 1810.  | 129.359         |
| 1820.  | 162.547         |
| 1830.  | 252.666         |

| Godina | Broj stanovnika |
| ------ | --------------- |
| 1840.  | 401.612         |
| 1850.  | 706.323         |
| 1860.  | 1.175.674       |
| 1870.  | 1.469.045       |
| 1880.  | 1.935.359       |
| 1890.  | 2.533.600       |
| 1900.  | 3.437.202       |
| 1910.  | 4.766.883       |
| 1920.  | 5.620.048       |
| 1930.  | 6.930.446       |
| 1940.  | 7.454.995       |
| 1950.  | 7.891.957       |
| 1960.  | 7.781.984       |
| 1970.  | 7.895.563       |
| 1980.  | 7.071.639       |
| 1990.  | 7.322.564       |
| 2000.  | 8.008.278       |
| 2005.  | 8.108.040       |

## Politika
Od 1. siječnja 2022. godine gradonačelnik New Yorka je demokrat Eric Adams, a prije njega to je od 2014. bio demokrat Bill de Blasio. 
Od 1. siječnja 2002. gradonačelnik New Yorka bio je Michael Bloomberg (108. po redu). Prije nego što je postao gradonačelnikom Bloomberg već je bio poznat kao milijarder i utemeljitelj tvrtke za financijske informacije Bloomberg. Godine 2001. pobijedio je na izborima za gradonačelnika, naslijedivši Rudolfa Giulianija koji se nije mogao kandidirati za treći mandat. Kako bi izbjegao konkurentne demokratske predizbore (primaries) Bloomberg je promijenio stranačku pripadnost i postao republikanac.
Rudolph Giuliani, 107. gradonačelnik New Yorka od 1. siječnja 1994. do 31. prosinca 2001., Republikanac po stranačkoj pripadnosti, Giuliani se prvi put kandidirao za gradonačelnika 1989., ali je izgubio od demokrata Davida Dinkinsa, prvog crnog gradonačelnika New Yorka.
Četiri godine poslije, Giuliani je ponovno imao Dinkinsa za protukandidata, ali ovaj je put bio uspješniji, a izbore je karakterizirala podjela po rasnim linijama. Dinkinsu nije pomogla ni potpora tadašnjeg američkog predsjednika Billa Clintona. U prvom se mandatu (1994. – 1997.) usredotočio na smanjenje kriminaliteta te je povećanjem broja policajaca i politikom "nulte tolerancije", unatoč prigovorima o kršenju ljudskih prava, uspio postići smanjenje broja gotovo svih vrsta kaznenih djela. Godine 1997. ponovno je izabran s još većim brojem glasova.
Zahvaljujući ovoj uspješnoj politici nestala je prijašnja predodžba o New Yorku kao gradu zločina. New York je danas među sigurnijim američkim velegradovima, na vagonima podzemne željeznice manje je grafita, a noćni izlazak u grad više nije izvor opasnosti, što je pogodovalo i gospodarstvu.
Kritičari Giulianijeve inicijative ističu porast policijske brutalnosti prema pripadnicima manjina, osobito crnaca. Najpoznatiji ovakvi slučajevi bili su umorstvo nenaouružanog afričkog imigranta Amadoua Dialla i zlostavljanje haićana Abnera Louime.

### Zakonodavna vlast
Zakonodavna vlast u gradu New Yorku pripada Gradskom vijeću New Yorka. Ustav države New York ovlašćuje lokalne vlasti da usvajaju lokalne zakone uz uredbe, rezolucije, pravila i propise.
Vijeće je jednodomno tijelo koje se sastoji od 51 člana Vijeća, čiji su okruzi definirani geografskim granicama stanovništva od kojih svaki sadrži približno 157 000 ljudi. Članovi vijeća biraju se svake četiri godine, osim što se nakon svakog popisa stanovništva koji se održava u godinama djeljivim s dvadeset, okruzi se ponovno sastavljaju, što zahtijeva dva uzastopna dvogodišnja mandata, od kojih se drugi održava u ponovno sastavljenim okruzima. Predsjednik Vijeća, kojeg bira 51 član Vijeća, često se smatra drugom najmoćnijom funkcijom u vladi New Yorka nakon gradonačelnika.
Prijedlozi zakona usvojeni običnom većinom šalju se gradonačelniku, koji ih može potpisati i postati zakon. Ako gradonačelnik stavi veto na prijedlog zakona, Vijeće ima 30 dana da nadjača veto dvotrećinskom većinom glasova. Lokalni zakon ima status ekvivalentan zakonu koji je donijelo zakonodavno tijelo države New York (uz određene iznimke i ograničenja) i nadređen je starijim oblicima općinskog zakonodavstva kao što su uredbe, rezolucije, pravila i propisi.] Kodificirani lokalni zakoni grada New Yorka sadržani su u Administrativnom zakoniku grada New Yorka.
Vijeće ima nekoliko odbora koji nadziru različite funkcije gradske uprave. Svaki član vijeća sjedi u najmanje tri stalna, izabrana ili pododbora. Stalna povjerenstva sastaju se najmanje jednom mjesečno. Predsjednik Vijeća, čelnik većine i čelnik manjine po službenoj su dužnosti članovi svakog odbora.
Prije 1990. godine, grad je također imao snažan Odbor za procjenu, jedinstveni hibrid zakonodavne i izvršne vlasti. Iako nije mogao donositi zakone, dijelio je ovlasti za gradski proračun s vijećem i kontrolirao funkcije kao što su korištenje zemljišta, općinski ugovori, franšize i cijene vode i kanalizacije. Članstvo Odbora činili su gradonačelnik, nadzornik, predsjednik Gradskog vijeća i pet predsjednika općina. Troje gradskih dužnosnika dalo je svaki po dva glasa, a predsjednici općina po jedan. Godine 1989. Vrhovni sud Sjedinjenih Država ukinuo je Odbor za procjenu jer je prekršio načelo „jedan čovjek, jedan glas”, zbog dramatično nejednakog broja birača koje predstavlja predsjednik svakog okruga. Grad je naknadno prihvatio svoj trenutni aranžman referendumom.

### Gradovi prijatelji
New York ima ugovore o prijateljstvu i partnerstvu s gradovima:
| - Budimpešta, Mađarska - Jeruzalem, Izrael - Johannesburg, JAR - Kairo, Egipat - London, Velika Britanija | - Madrid, Španjolska - Peking, Kina - Rim, Italija - Santo Domingo, Dominikanska Republika - Tokio, Japan |

## Kultura i znamenitosti

### Pregled
U New Yorku se nalaze brojne arhitekturne znamenitosti, 500 galerija, oko 150 muzeja, više od 100 kazališta, brojne robne kuće i oko 17 000 restorana. Na južnom i središnjem dijelu Manhattana prevladavaju neboderi; godine 1902. izgrađena trokutasta zgrada Flatiron je neslužbeno prvi svjetski neboder. Poznati su i zgrada Woolworth iz 1915., Chrysler Building iz 1930. u stilu art-decoa, te 1939. završeni kompleks zgrada Rockefellerovog centra u kojem se nalaze studiji TV-mreže NBC. Najviši neboder u gradu i jedna od najposjećenijih svjetskih znamenitosti s 3,5 milijuna posjetitelja godišnje je Empire State Building, dovršen 1931.
Najpoznatiji vjerski objekti u gradu su: katolička Katedrala svetog Patrika dovršena 1879., tada najviša gradska građevina, zatim episkopalna (anglikanska) Katedrala svetog Ivana apostola (St. John the Divine) započeta 1892., Crkva svetog Trojstva u srcu Wall Streeta, Ujedinjena sinagoga konzervativnog Judaizma, te Katedrala Armenske apostolske crkve. 
Zaštitni znak New Yorka je Kip slobode izgrađen 1886. na Otoku slobode (Liberty Island, službeno dio države New Jersey) južno od Manhattana. Poznate građevne su i glavni newyorški kolodvor, godine 1913. otvoreni Grand Central Terminal, Brooklynski most (Brooklyn Bridge) koji povezuje Manhattan s Brooklynom, poznata športska dvorana Madison Square Garden, te koncertna dvorana Carnegie Hall. Na obali East Rivera nalazi se kompleks zgrada u kojem je sjedište Ujedinjenih naroda. 
U znamenitosti grada ubrajaju se i stara stambena četvrt Brooklyn Heights, umjetnički Greenwich Village u kojem se nalazi Gradsko sveučilište New Yorka (Sveučilište Columbia nalazi se na sjeveru Manhattana) i slavoluk u spomen na Georgea Washingtona, te Ground Zero, mjesto na krajnjem južnom dijelu Manhattana na kojem su stajali tornjevi-blizanci Svjetskog trgovačkog centra. U newyorškoj luci nalazi se i Otok Ellis (Ellis Island), ulazna kontrolna točka za brojne imigrante krajem 19. i početkom 20. stoljeća, danas muzej.
Poznati hoteli New Yorka su Plaza na križanju 5. avenije i južnog ruba Central Parka (otvorena 1907.), Waldorf-Astoria na Park aveniji (otvoren 1930.), Carlyle na 76. ulici (otvoren 1931.) i Four Seasons na 57. ulici (otvoren 1993.)

## Sport
Najpoznatiji sportski klubovi u New Yorku su New York Yankees i New York Mets (MLB liga), New York Knicks i Brooklyn Nets (NBA liga), New York Rangers i New York Islanders (NHL liga), New York Giants i New York Jets (NFL liga), New York Liberty (WNBA liga) te New York-New Jersey Metrostars (MLS liga). Popularni klubovi koji su prije igrali u New Yorku su New York Cosmos (NASL liga), New York Giants (danas San Francisco Giants) i Brooklyn Dodgers (danas Los Angeles Dodgers – MLB) te Brooklyn Americans (NHL)

## Zanimljivosti
- Newyorški gradonačelnik Eric Adams proglasio je 22. svibnja 2023. Danom hrvatske baštine (eng. Croatian Heritage Day).[63]

### Ostali projekti
|  | Zajednički poslužitelj ima stranicu o temi New York, New York |